# Porsanger
Porsanger (Samisch: Porsáŋgu; Kveens: Porsanki) is een gemeente in de Noorse provincie Finnmark. De gemeente telde 3971 inwoners in januari 2017. Bestuurlijk centrum van de gemeente is Lakselv.
Alta · Båtsfjord · Berlevåg · Gamvik · Hammerfest · Hasvik · Karasjok · Kautokeino · Lebesby · Loppa · Måsøy · Nesseby · Nordkapp · Porsanger · Sør-Varanger · Tana · Vadsø · Vardø